# Lebadea pava
Lebadea pava är en fjärilsart som beskrevs av Hans Fruhstorfer 1906. Lebadea pava ingår i släktet Lebadea och familjen praktfjärilar. Inga underarter finns listade i Catalogue of Life.